# Municipio de Zamora (Michoacán)
El municipio de Zamora es uno de los 113 municipios en que se encuentra dividido el estado mexicano de Michoacán. Se ubica en la región Lerma-Chapala y su cabecera municipal es Zamora de Hidalgo.
Gran parte del municipio de Zamora se localiza en un amplio valle llamado Tziróndaro.
Es un municipio importante productora de cultivos de zarzamora y fresa, y destaca por su actividad industrial con procesadoras y empacadoras de esos frutos que exportan principalmente al extranjero. 
De acuerdo con el Censo de Población y Vivienda de 2020 del INEGI, el municipio cuenta con 204 860 habitantes, por lo que ocupa el 3.ᵉʳ lugar entre los municipios de Michoacán por población. Presenta una superficie de 335.879 km².

## Escudo
|  | El escudo de Zamora está blasonado así: El escudo de la ciudad de Zamora está inspirado en la forma gótico-española y los elementos de su carga le prestan una muy singular elegancia y señorío. Lo forman dos cuarteles por lo que se clasifica como PARTIDO. La carga la constituyen: En el cuartel derecho del escudo, un brazo cubierto por armadura de guerrero que sostiene firmemente su espada en alto, como símbolo de la lealtad, la fidelidad, el honor y la hombría de bien, así como la gratitud y el amor. Esta figura humana se encuentra sobre un campo de púrpura o violado esmalte, que acorde con lo anterior, denota la dignidad y el decoro tradicionales de la conducta de los zamoranos. En el cuartel izquierdo, el escudo luce la figura artificial de una fortaleza o recinto fortificado o de defensa natural y que nos habla de la fuerza y el vigor, como virtudes indestructibles para vencer el temor y defender lo nuestro, ilustre, culto e inmortal. Esta fortaleza se presenta estampada sobre campo de oro, esmalte que simboliza como metal heráldico, la riqueza material y de espíritu, la solidaridad y la pureza de ideales en la lucha común, y sobre todo, la firmeza de acción y de pensamiento. La bordura del Escudo, iluminada por los mismos colores de los dos cuarteles, pero encontrados, luce como divisa o grito la leyenda latina Fortis et Fidelis que se traduce como ‘fuerte y fiel’ y es frase sinónima de la otra que muchos historiadores pregonan aludiendo a Zamora como Fortis in Fide: ‘fuertes en la fe’. Otro de los elementos exteriores del escudo, son sus lambrequines que arrancan de la parte posterior y descienden como giras que parecen flamear en el aire, desde una corona real teñida como timbre y expresión de la noble ascendencia de los virreyes que intervinieron en la fundación de la entonces Villa y que fueron: Protofundador en 1540, Antonio de Mendoza, primero de la Nueva España y fundador efectivo, Martín Enríquez de Almansa, cuarto virrey de la Nueva España y quien llamó al entonces valle purépecha de Tziróndaro, lugar de ciénegas, en 1574, Villa de San Martín Zamora. |

El diseño de este escudo tiene su base en una descripción y sugerencia hecha personalmente por el Zamorano Salvador Martínez Silva, a Francisco Elizalde García en el año de 1947 y su primer dibujo fue obra anónima realizada por una religiosa de la Comunidad de Adoratrices. En las subsecuentes manifestaciones pictóricas del escudo, participaron, en primer lugar, el pintor zamorano Jorge Hurtado Castellanos, y luego muchos otros que han guardado lo esencial de la primera idea, que sin pretenderlo, tiene similitud con la de aquellos que hace siglos crearon el Escudo de la Ciudad de Zamora, España y de la cual son originarios la mayoría de los peninsulares fundadores de la Villa de San Martín Zamora.
En el año de 1974, al celebrarse el Cuarto Centenario de la fundación de Zamora, el Ayuntamiento presidido por el David Guzmán Segura, Secretario Ramón Núñez Álvarez y Síndico municipal el Francisco Elizalde García, este escudo de Zamora fue reconocido en sesión solemne de cabildo y mediante Acta respectiva, como escudo oficial de la ciudad, donde su significación, utilización y respeto que ya durante 27 años se le habían conferido.

## Toponimia
El municipio lleva como nombre Zamora en honor a la ciudad española del mismo nombre, en razón de que la mayoría de sus primeros pobladores hispánicos provenían de esa provincia de Castilla y León.

## Geografía

### Ubicación
El municipio de Zamora se localiza entre las coordenadas 19° 56′ y 20° 07′ de latitud norte y las coordenadas 102° 07′ y 102° 25′ de longitud oeste, con una altitud que varía entre los 1560 m s. n. m. y los 2400 m s. n. m.; emplazado dentro de la depresión de Chapala y las montañas de las Sierras y Bajíos Michoacanos, ambas partes del Eje Neovolcánico.
Al norte colinda con el municipio de Ixtlán y el municipio de Ecuandureo; al este, con el municipio de Tlazazalca; al sur, con el municipio de Jacona y el municipio de Tangancícuaro; y al oeste, con el municipio de Chavinda y el municipio de Tangamandapio.
Presenta una superficie de 335.879 km², y representa aproximadamente el 0.57 % del estado.

### Geología y relieve
En su valle presenta un suelo aluvial del Cuaternario, mientras que sus elevaciones están conformadas por roca ígnea extrusiva —como el basalto y la andesita— del Plioceno-Cuaternario con laderas de escarpa de falla, escudo volcanes y sierras volcánicas de laderas tendidas con lomerío. Se encuentran en su horizonte los cerros de La Beata, La Beatilla, Encinar, Tecari, el Ario y el Grande.
El tipo de suelo predominante es vertisol (73.93 % de su superficie) y en menor medida phaeozem (15.56 %).

### Hidrografía
Se encuentra dentro de la región hidrológica Lerma-Santiago, específicamente dentro de la subcuenca del río Duero, parte de la cuenca del río Lerma-Chapala. Tiene al río Duero como corriente permanente, mientras que los ríos Blanco, Celio, El Convento, El Patullo, Hondo, La Barranca, Lareño, Prieto y La Ceja son intermitentes o temporales. Hay un sistema de presas que contienen y regulan las corrientes fluviales compuesto por la presa de Álvarez, la presa de Colorines, y la presa de Abajo. 

### Clima
Tiene Zamora, según la clasificación climática de Köppen, un clima subtropical subhúmedo (Cwa) de inviernos secos y veranos lluviosos. Cuenta con una precipitación pluvial anual de entre 700-1000 milímetros. La temperatura media anual oscila entre los 16 a los 22 grados centígrados.

### Vegetación
En cuanto a vegetación, predomina la selva baja caducifolia (34.84 % de su superficie), aunque también hay presencia de bosque (3.95 %) y pastizales (1.11 %); las especies dominantes pertenecen a los géneros Acacia, Opuntia, Fouquieria, Prosopis y Mimosa. La superficie del municipio restante es usado como zonas agrícolas (50.39 %) y zonas urbanas (8.26 %).

## Demografía
De acuerdo con los resultados del Conteo de Población y Vivienda de 2020 del Instituto Nacional de Estadística y Geografía, el municipio de Zamora tiene una población total de 204 860 habitantes, de los cuales 98 819 son hombres y 106 041 son mujeres, lo que representa un incremento promedio de 0.99 % anual en el período 2010-2020 sobre la base de los 186 102 habitantes registrados en el censo anterior. Con una superficie de 335 km², al año 2020 tenía densidad de 611,4 hab/km².
| Gráfica de evolución demográfica de Municipio de Zamora entre 2000 y 2020 |
|                                                                           |
| Fuente: Instituto Nacional de Estadística Geografía e Informática         |

Al año 2020, 1222 personas (0.6 % de su población) hablaba una lengua indígena, predominantemente el purépecha.
Durante ese mismo año, el 37.1 % de la población se encontraba en situación de pobreza moderada y que el 6.91 % de ella, en situación de pobreza extrema. El 29.4 % de los habitantes están considerados como vulnerables por carencias sociales, mientras que el 8.57 % está contemplado dentro de la población vulnerable por ingresos. Las principales carencias sociales del municipio, al año 2020, fueron la falta de acceso a la seguridad social (56.1 % de los hab.), a los servicios de salud (36.9 %) y a los servicios educativos (29.5 %). De acuerdo con estimaciones del CONEVAL para 2020, el municipio presenta un rezago social «muy bajo».
Según el Índice de Marginación 2020, el municipio tiene un grado de marginación «muy bajo», ocupando el puesto 108 de los 113 municipios que conforman el estado. El 98.05 % de las viviendas, para el mismo año, contaban con agua; el 99.74 %, con drenaje; y el 99.80 %, con energía eléctrica.
La población del municipio está mayoritariamente alfabetizada (5.98 % de personas analfabetas al año 2020), con un grado de escolarización en torno a los 8.93 años. Sólo el 8.05 % de los habitantes no presenta ningún grado de estudio; en cambio, el 58.92 % cuenta con educación básica, el 14.63 %, con educación media superior, y únicamente el 12.92 % con grado superior.

### Localidades
En el censo de 2020 el municipio de Zamora contaba con 78 localidades.
| Código INEGI      | Localidad                           | Población (2020) |
| ----------------- | ----------------------------------- | ---------------- |
| 161080001         | Zamora de Hidalgo                   | 154 546          |
| 161080003         | Ario de Rayón                       | 9 917            |
| 161080016         | La Rinconada                        | 4 555            |
| 161080183         | Monte Olivo                         | 4 413            |
| 161080005         | Atecucario de la Constitución       | 3 681            |
| 161080020         | La Sauceda                          | 3 274            |
| 161080007         | Chaparaco                           | 2 730            |
| 161080173         | Exhacienda el Refugio               | 2 361            |
| 161080002         | Aquiles Serdán                      | 1 678            |
| 161080021         | El Sauz de Abajo                    | 1 587            |
| 161080004         | Atacheo de Regalado                 | 1 475            |
| 161080009         | La Estancia de Amezcua              | 1 422            |
| 161080017         | Romero de Guzmán                    | 1 280            |
| 161080018         | Romero de Torres                    | 1 243            |
| 161080186         | Conjunto Habitacional Ario de Rayón | 1 179            |
| Otras localidades | Otras localidades                   | 9 519            |
| Total municipal   | Total municipal                     | 204 860          |

## Economía

### Agricultura e industria
Al encontrarse situado el municipio sobre una parada fértil, también llamada Ciénaga de Michoacán, el área es adecuada para el cultivo de hortalizas y la siembra de riego sistematizado. 
Entre sus actividades industriales destaca por sus empacadoras y congeladoras de frutas, principalmente berries. 
Otra actividad importante es la fabricación de alimentos de origen lácteo, como crema, mantequilla, queso y dulces tradicionales entre los que destacan el famoso dulce regional conocido como chongos zamoranos, un postre de leche tradicional en la gastronomía de México.
La industria zamorana también se distingue por su producción de prendas de vestir tradicionales como los rebozos, las chalinas y artículos de joyería y alfarería.

## Deporte
El municipio de Zamora cuenta con varias unidades deportivas como: la Unidad Deportiva El Chamizal, la Unidad Deportiva Poniente, la Unidad Deportiva Lázaro Cárdenas, la Unidad Deportiva Norte, el Estadio de Zamora y el Complejo Deportivo de Atletismo y Natación.

## Patrimonio histórico e infraestructura
Los principales sitios y monumentos de la ciudad se localizan en la zona del Centro histórico de Zamora de Hidalgo. A continuación se enlista el patrimonio histórico por arquitectura civil y religiosa.

### Arquitectura religiosa
Templos:
- Santuario Guadalupano

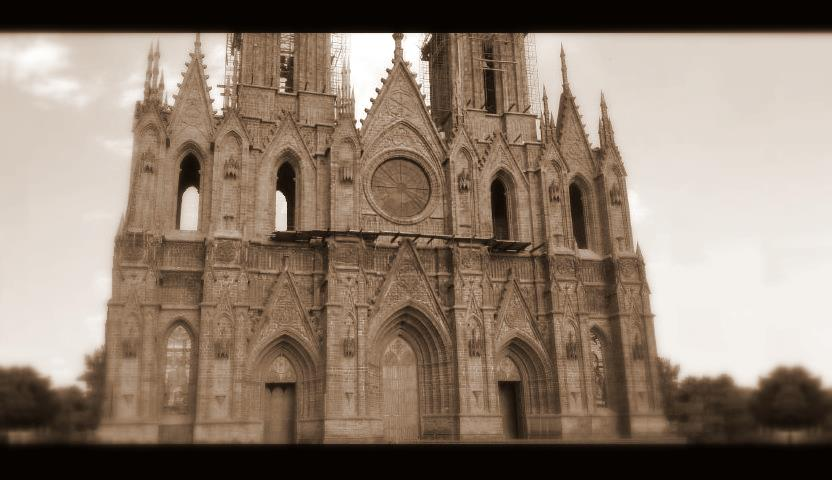
Santuario Guadalupano.

De estilo neogótico, el recinto fue construido en su origen para ser sede de la nueva catedral de la ciudad. Actualmente es un santuario dedicado a la advocación de la Virgen de Guadalupe. Inició su construcción en 1898 por mandato del segundo obispo de la Diócesis de Zamora Michoacán José María Cazárez Martínez, con un proyecto atribuido al arquitecto zamorano Jesús Hernández Segura. Se eligió el estilo neogótico, un estilo muy en boga en aquellos tiempos en la arquitectura religiosa. La obra quedó interrumpida a partir de 1914 por la Revolución mexicana. En 1916 la obra pasó a formar parte de los bienes intervenidos por el gobierno federal. En 1988 después de varias gestiones la obra fue devuelta a un patronato de la iglesia católica. Los trabajos de construcción fueron reiniciados en ese año. El recinto fue concluido en sus elementos arquitectónicos esenciales en el año 2008.

El recinto cuenta con 5414.58 metros cuadrados de superficie. El área total del templo, atrio y anexos destinada al Santuario sobrepasa los 20,000 m². Las dimensiones de la construcción son 95 metros de largo, 57 de ancho, y de alto sus torres miden 107.5 metros. La fachada consta de tres portadas flaqueadas por pilastras y entre ellas arcos ojivales. El interior es de enormes dimensiones, de planta basilical, consta de cinco naves y un transepto, de las naves dos están destinadas a albergar capillas laterales. Las cinco naves están sostenidas por 36 pilastras. En cada pilastra se encuentran nichos que con los 12 nichos de la fachada principal y los 4 de las portadas laterales suman un total de 112. Cuenta con grandes vitrales de diseño modernista realizados por Gerardo López religioso carmelita. En la nave central alberga el Órgano monumental del Santuario Guadalupano realizado en Alemania. En México es el recinto religioso más grande tanto en altura como en superficie.

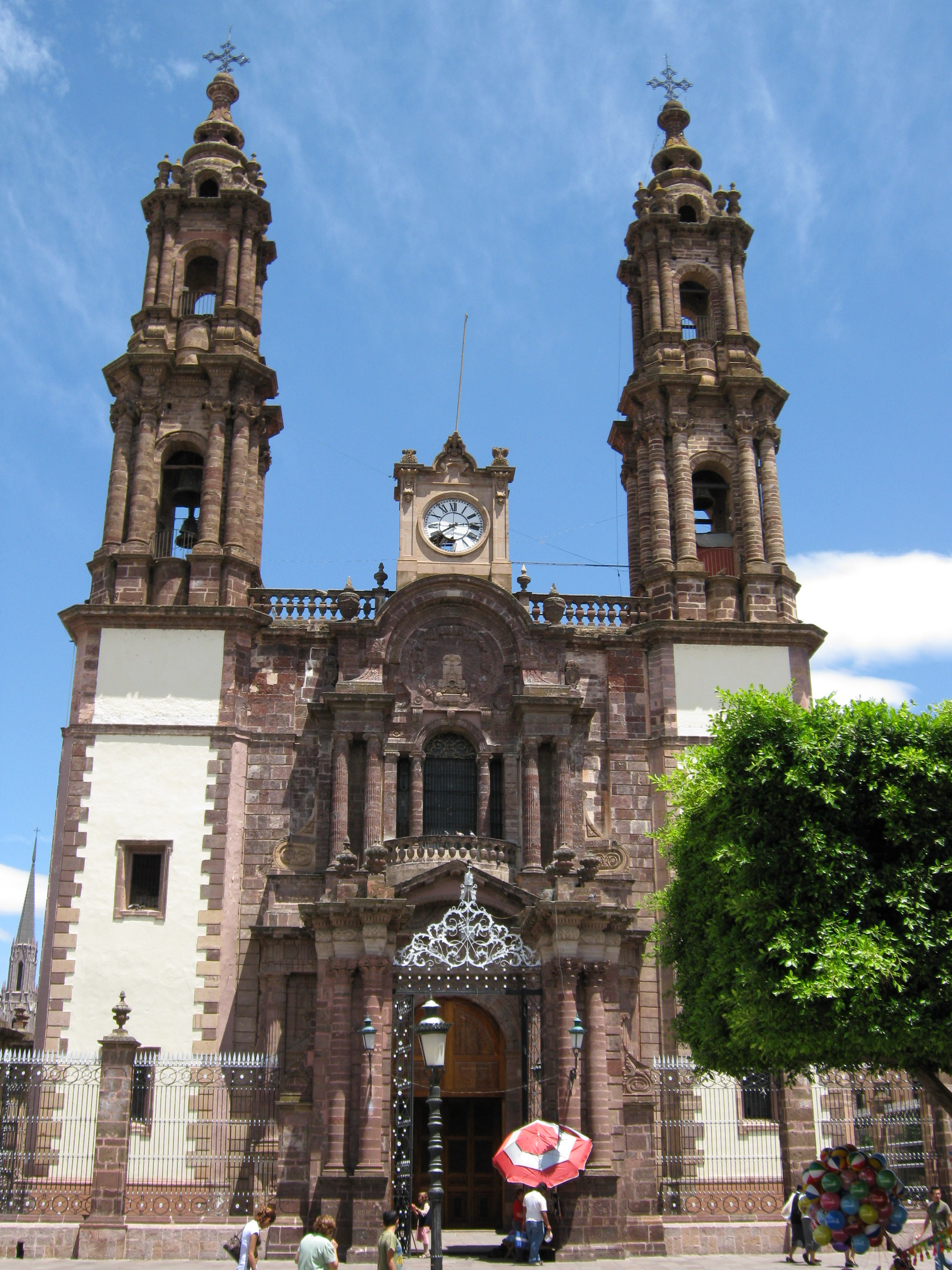
Iglesia Catedral de la Inmaculada Concepción y San Martín de Tours.

- Catedral de Zamora de Hidalgo (Iglesia Catedral de la Inmaculada Concepción y San Martín de Tours): de estilo ecléctico influenciado en el neoclásico. La actual sede catedralicia de la diócesis de Zamora se alberga en lo que fue antes una parroquia del centro de la ciudad que fue remodelada y reconstruida. Este inmueble ubicado frente a la plaza de armas históricamente se consideró provisional mientras se construía lo que sería la nueva catedral de la diócesis hasta el día de hoy Santuario Guadalupano. El templo fue levantado entre 1835 y 1838 bajo un proyecto del párroco de la ciudad Don José María Cabadas, auxiliado por el presbítero Francisco Enríquez. La obra fue diseñada y dirigida por el maestro arquitecto Nicolás Luna. Se realizaron varias obras de construcción entre 1840 y 1862. El templo fue consagrado catedral en 1867, y las torres fueron terminadas en 1879. La planta arquitectónica presenta la forma de cruz latina con un acceso principal y dos laterales.

- Santuario del Señor de la Salud (Templo del Calvario): de estilo ecléctico neoclásico. El interior del templo es de una sola nave con bóveda de lunetos, posee siete retablos neoclásicos en los muros laterales y en el altar mayor se ubica un retablo tipo ciprés. Es el templo más antiguo que se conserva en la diócesis de Zamora Michoacán, se construyó en el año de 1640. El templo fue erigido catedral provisional de Zamora en los años de 1831 a 1839, después de un año fue erigida la Iglesia de la Inmaculada Concepción en catedral oficial de Zamora.

- Templo de San Francisco: de estilo ecléctico barroco, el recinto fue edificado a mediados del siglo XVIII. Padeció un incendio en 1863. La decoración es de 1906. El interior presenta una planta de una nave, en el altar mayor se ubica un retablo neoclásico con ciprés al centro. Presenta un atrio con una cruz esculpida en piedra.

- Templo de San Juan Diego: de estilo neogótico, inició su construcción en 1894 y fue terminado en 1896. Fue el Antiguo Santuario de Guadalupe de la ciudad. El templo se encuentra ubicado justamente contiguo al Templo de San Francisco. El recinto es de pequeñas dimensiones, presenta una portada de estilo neogótico, la cual es una torre inconclusa. El interior es de una sola nave con bóveda de arista.

- Templo de Dolores: de estilo neoclásico, fue construido en el siglo XX. Presenta dos torres de dos cuerpos, el interior presenta planta de cruz latina y techo de viguería, cuenta con varios retablos neoclásicos y en el altar mayor un ciprés dorado.

- Templo Expiatorio del Sagrado Corazón: de estilo neogótico. Presenta una fachada de dos cuerpos en cantera rosada, el segundo cuerpo está inconcluso. El primero presenta tres accesos con arcos ojivales. El interior es de planta basilical y bóveda de arista, en el altar mayor se ubica un retablo neogótico y pose 12 nichos con pequeños arcos ojivales que alojan igual número de esculturas en color negro.

- Templo de San José: Su construcción inició en el año de 1880 por el cura Rafael Carranza. De estilo neoclásico. Hacia 1914 la obra fue abandonada, sólo faltándole las torres y cúpula y entró con enorme rapidez en un proceso de destrucción. Como sucedió con gran parte de las propiedades eclesiásticas, hacia el año de 1930 el templo se hallaba en un avanzado estado de deterioro. El 5 de agosto de 1951 a manos del presbítero Ernesto Bravo Mata y Jesús García Ayala se siguieron las obras. El 30 de abril de 1960 el obispo de Zamora José Anaya hizo la consagración del templo.

- Templo de Ntra. Sra. de la Purísima: De estilo neoclásico. Inició su construcción en 1851 como agradecimiento a la virgen de la inmaculada concepción por haber librado a la ciudad de la epidemia de cólera que la afectó de enero a marzo de 1850.[24] En 1886 comenzó a funcionar como parroquia y en 1904 se colocó la rica ornamentación interior.

- Templo de Ntra. Sra. del Carmen: De estilo neorrománico, es el único templo de estilo neorrománico en Zamora. En 1845, perteneciendo todavía Zamora al obispado de Michoacán, se le pidió al Sr. Cura de esta ciudad, don Francisco Henríquez, que construyera una capilla. El templo fue dedicado a San Antonio de Padua, pero con el paso de los años quedó abandonado. En 1912, el Cango. José Mª Aguilar inició nuevamente el culto de esos lugares y tiempo después se colocó la primera piedra para una nueva capilla, que sería la de Nuestra Señora del Carmen, que inició como capellanía de la Purísima, y al erigirse El Calvario como parroquia, pasó a serlo de esta. El 15 de julio de 1938 terminaron el templo, lo nombraron parroquia el 11 de diciembre de 1979. Presenta una fachada de cantera rosa, tiene una torre y un rosetón que remata con una cruz latina, cuenta con tres accesos con arcos ojivales y tres naves, rematando con un ábside.

- Templo de la Divina Providencia: De estilo moderno. Inició su construcción en el año de 1975. Fue nombrada parroquia en 1983, cuenta con una nave central y dos naves laterales, tiene dos accesos.

- Otros templos son: el Templo de Ntra. Sra. de la Medallita Milagrosa, Templo de Ntra. Sra. del Rosario, Templo de San Antonio de Padua, Templo de Ntra. Sra. de Fátima, Templo de San Pedro y San Pablo, Templo de San Juan Bautista, Templo del Espíritu Santo, Templo del Sagrado Corazón de Jesús (La Pradera), Templo del Sr. de los Milagros, Templo de la Santa Cruz

Capillas:
- Capilla de San Felipe Neri, Capilla del Divino Niño Jesús, Capilla de San Felipe de Jesús, Capilla de San Judas Tadeo

### Arquitectura civil
La principal arquitectura civil histórica de la ciudad data de finales del siglo XIX y principios del siglo XX época en que se desarrolló un auge económico en la población. En ese lapso se edificaron varios importantes inmuebles públicos buscando modernizar la ciudad siendo construcciones en el estilo ecléctico neoclásico en boga en ese entonces.
- Teatro Obrero de Zamora: estilo ecléctico neoclásico, el cual fue reinaugurado el 23 de noviembre de 2006 como parte del complejo cultural Centro Regional de las Artes de Michoacán.

- Mercado Morelos de Zamora: de estilo ecléctico neoclásico, se inició su construcción en el año de 1907 por iniciativa del Ayuntamiento de la ciudad con el fin de modernizar y ordenar el comercio local, proyectándose un inmueble con el estilo y formato de los mercados que se construyeron en esa época en varias ciudades del país durante el periodo del Porfiriato. Fue inaugurado en 1913.

- Antigua Estación del Ferrocarril de Zamora: construida en 1899. En el espacio se conservan un vagón y en una glorieta cercana una máquina de tren.

- Hospital Civil: fue claustro de las monjas nazarenas, en 1875 el gobierno lo destinó para albergar oficinas públicas y después de estar algún tiempo desocupado, se estableció el Hospital Civil.

- Histórica calzada edificada en su origen para comunicar las vecinas poblaciones de Zamora de Hidalgo y Jacona de Plancarte. Así mismo esta calzada fue vía donde transitó el sistema de tranvía con que contó la ciudad. Actualmente la calzada es un pasaje peatonal arbolado.

- Hotel Fénix: histórico complejo de hospedaje que es un testigo de la arquitectura modernista que llegó a México en la primera mitad del siglo XX, los estilos art déco y art nouveau de los que presenta influencias. El complejo fue construido alrededor de 1930 a 1940.

Palacetes:
- Palacio Federal de Zamora: (Antiguo Palacio Episcopal) de estilo ecléctico neoclásico. Se inició su construcción en el año de 1904 y se concluyó en 1911. El inmueble fue erigido como palacio episcopal para albergar la residencia del obispo de la entonces nueva Diócesis de Zamora que se había fundado años anteriores y que estaba cobrando relevancia. Pero fue poco el tiempo en que el inmueble perteneció al obispado ya que en el año de 1914 fue confiscado. Actualmente el inmueble alberga oficinas del gobierno federal.

- Palacio Municipal de Zamora

Ex haciendas:
- Ex hacienda de Los Espinos: actualmente solo se compone de lo que fue la antigua casa principal y poco terreno alrededor.

Casonas:
- Casona de Antonio Pardo (Antigua Casa de la Cultura), Casona de Sixto Verduzco, Casona Ramos, Casa Hidalgo, Casa García y Casa de Manuel Martínez de Navarrete.

### Infraestructura de transportes
Principales carreteras:
- Carretera libre Zamora-Uruapan.
- Carretera libre Zamora-Zacapu-Morelia.
- Carretera libre Zamora-Los Reyes.
- Carretera Zamora-La Piedad.

## Gobierno

### Presidentes municipales de Zamora
- (1966 - 1968): Felipe Herrera García
- (1969 - 1971): Adolfo Ruiz Melgarejo
- (1972 - 1974): David Guzmán Segura
- (1975 - 1977): Carlos Negrete Mora
- (1978 - 1980): Alberto Valdés Mendoza
- (1981 - 1983): Vicente Villa Fernández
- (1984 - 1986): Ignacio Peña García
- (1987 - 1989): Arnulfo Vázquez Ramírez
- (1990 - 1992): Ignacio Peña García
- (1993 - 1994): Guillermo Alejandro Gómez Vega
- (1994 - 1995): Javier Tamayo Rodríguez
- (1996 - 1998): Julio Castellanos Ramírez
- (1999 - 2001): Samuel Arturo Navarro Sánchez
- (2002 - 2004): Eduardo Curiel del Río
- (2005 - 2007): Pablo Gutiérrez Galván
- (2008 - 2011): José Alfonso Martínez Vázquez
- (2012 - 2015): Rosa Hilda Abascal Rodríguez
- (2015 - 2018): José Carlos Lugo Godínez
- (2018 - 2021): Martín Samaguey Cárdenas
- (2021 - 2027): Carlos Alberto Soto Delgado

## Cultura

### Recintos culturales
- El Colegio de Michoacán: con sede en Zamora Michoacán, es un importante centro docente y de investigación cultural, a iniciativa del historiador Luis González y González en 1979.

- Biblioteca Pública Municipal Fray Manuel Martínez de Navarrete

Teatros 
- Teatro Obrero de Zamora
- Teatro Don Bosco
- Teatro Virrey

Museos:
- Centro Regional de las Artes de Michoacán centro cultural.
- Museo de Zamora
- Museo de la Plastilina

Centros culturales:
- Casa de la Cultura del Valle de Zamora
- Centro-Cultural-UMAGE

### Gastronomía
Platillos regionales que se pueden disfrutar en la región son: corundas, uchepos, cueritos, carnitas, pan de Chilchota, paletas de Tocumbo, atoles de Tarecuato, chinchayote, atole de grano de La Cantera, pan de Tinguindin, aguacates de Periban, etc.
Zamora destaca en su gastronomía por los dulces tradicionales regionales sobre la base de la leche. Se elaboran distintos dulces de leche combinados con pistaches, nueces, piñones y almendras. Destaca principalmente por la elaboración de los chongos zamoranos los cuales se han degustado por más de un siglo, las familias zamoranas los elaboran en sus hogares siendo el postre más popular. Actualmente es un postre muy demandado y comercializado en distintos sitios del país y también se exporta.
Para la elaboración de los chongos zamoranos, a la leche se le agregan pastillas de cuajo, azúcar y canela, el plato resultante consiste en glomérulos suaves de leche en almíbar dando un exquisito sabor y consistencia, actualmente han surgido variaciones, y se les pueden añadir colores, licores y frutas secas.
Los chongos zamoranos comenzaron a elaborarse de manera industrial hacia 1934 por la Sra. María Luisa Verduzco Vaca en su fábrica de Chongos y Dulces "La Regional", continuándose después por varios empresarios como Rafael Vaca Herrera. En la actualidad la fábrica de dulces tradicionales en Zamora de mayor antigüedad (más de 50 años), es la denominada Fábrica de Dulces Regionales y Chongos Zamoranos "Galeón" del Sr. José García León. Su origen se atribuye a los conventos de la época virreinal, en esta ciudad. Son conocidos y apreciados en todo México, además de exportarse a los Estados Unidos y varios países de Centro y Sudamérica.